# Nicola Sanders
Nicola Sanders (née le 23 juin 1982 à High Wycombe) est une athlète britannique, spécialiste du sprint et des haies.

## Biographie
Nicola Sanders remporte la médaille de bronze sur 400 m haies aux championnats d'Europe junior de 1999 à Riga. La même année, elle termine quatrième des championnats du monde cadets à Bydgoszcz. En 2000, elle est éliminée en série des championnats du monde junior mais remporte le titre aux Jeux du Commonwealth juniors.
En 2005, aux championnats du monde, elle atteint les demi-finales du 400 m et remporte le bronze en relais 4 × 400 m avec Lee McConnell, Donna Fraser et Christine Ohuruogu.
Elle termine quatrième aux Jeux du Commonwealth de 2006 sur 400 m haies et remporte le titre en relais 4 × 400 m avant d'être disqualifiée.
Depuis, elle se concentre (à cause de blessures) sur 400 m et a plus rarement participé au 400 m haies. Sixième à Göteborg aux championnats d'Europe de 2006, elle est titrée en salle une année plus tard, signant un record national et devenant la cinquième meilleure coureuse sur 400 m en salle de l'histoire (derrière deux Tchécoslovaques Jarmila Kratochvílová et Tatana Kocembova, la Russe Natalya Nazarova et l'Est-Allemande Sabine Busch). Elle remporte également le bronze en relais avec Emma Duck, Kim Wall et Lee McConnell.
En 2007, elle passe sous les 50 secondes pour la première fois de sa carrière en demi-finale du 400 m des Championnats du monde d'Osaka. En finale, elle se classe deuxième derrière sa compatriote Christine Ohuruogu en 49 s 65, record personnel.
Deux ans plus tard, elle est éliminée en demi-finale des mondiaux de Berlin sur 400 m puis échoue au pied du podium du relais 4 x 400 m. En 2016, le relais russe est disqualifié pour dopage et les britanniques se voient réattribuées la médaille de bronze. L'IAAF annonce le 26 juillet qu'une cérémonie pour remettre la médaille aura lieu le 4 août 2017 pendant les championnats du monde à Londres. Cette cérémonie aura également effet pour les mondiaux de 2011 où Sanders récupérera une nouvelle médaille de bronze sur le relais 4 x 400 m.
Le 7 juin 2012, lors des Bislett Games d'Oslo, elle termine 8e et dernière du 400 mètres en 52 s 79 loin derrière la gagnante et championne du monde en titre Amantle Montsho (49 s 68) et de la seconde Patricia Hall (50 s 71, PB).
Elle met un terme à sa carrière en octobre 2014 à la suite de nombreuses blessures.

## Palmarès
| Date | Compétition                    | Lieu          | Résultat | Épreuve     | Temps         |
| ---- | ------------------------------ | ------------- | -------- | ----------- | ------------- |
| 1999 | Championnats du monde cadets   | Bydgoszcz     | 4e       | 400 m haies | 58 s 96       |
| 1999 | Championnats d'Europe juniors  | Riga          | 3e       | 400 m haies | 59 s 21       |
| 2005 | Championnats du monde          | Helsinki      | 3e       | 4 × 400 m   | 3 min 24 s 44 |
| 2005 | Universiade                    | Izmir         | 6e       | 400 m haies | 55 s 99       |
| 2005 | Universiade                    | Izmir         | 4e       | 4 x 400 m   | 3 min 30 s 10 |
| 2006 | Jeux du Commonwealth           | Melbourne     | 4e       | 400 m haies | 55 s 32       |
| 2006 | Championnats d'Europe          | Göteborg      | 6e       | 400 m       | 50 s 87       |
| 2006 | Championnats d'Europe          | Göteborg      | 4e       | 4 x 400 m   | 3 min 28 s 17 |
| 2007 | Championnats d'Europe en salle | Birmingham    | 1re      | 400 m       | 50 s 02       |
| 2007 | Championnats d'Europe en salle | Birmingham    | 3e       | 4 × 400 m   | 3 min 28 s 69 |
| 2007 | Championnats du monde          | Osaka         | 2e       | 400 m       | 49 s 65       |
| 2007 | Championnats du monde          | Osaka         | 3e       | 4 × 400 m   | 3 min 20 s 04 |
| 2007 | Finale mondiale                | Stuttgart     | 5e       | 400 m       | 50 s 44       |
| 2008 | Jeux olympiques                | Pékin         | 3e       | 4 × 400 m   | 3 min 22 s 68 |
| 2009 | Championnats du monde          | Berlin        | 3e       | 4 × 400 m   | 3 min 25 s 16 |
| 2009 | Finale mondiale                | Thessalonique | 4e       | 400 m       | 51 s 01       |
| 2010 | Championnats d'Europe          | Barcelone     | 2e       | 4 x 400 m   | 3 min 24 s 32 |
| 2011 | Championnats du monde          | Daegu         | 3e       | 4 × 400 m   | 3 min 23 s 63 |
| 2012 | Championnats du monde en salle | Istanbul      | 1re      | 4 × 400 m   | 3 min 28 s 76 |
| 2012 | Championnats d'Europe          | Helsinki      | 4e       | 4 x 400 m   | 3 min 26 s 20 |

## Records
| Épreuve     | Épreuve   | Performance | Lieu       | Date         |
| ----------- | --------- | ----------- | ---------- | ------------ |
| 400 m       | Plein air | 49 s 65     | Osaka      | 29 août 2007 |
| 400 m       | En salle  | 50 s 02     | Birmingham | 3 mars 2006  |
| 400 m haies | Plein air | 55 s 32     | Melbourne  | 23 mars 2006 |

## Sources
- (en) Cet article est partiellement ou en totalité issu de l’article de Wikipédia en anglais intitulé « Nicola Sanders » (voir la liste des auteurs).